# マリナルコ (メヒコ州)
マリナルコ（Malinalco）
は、メキシコのメヒコ州にある基礎自治体。メキシコシティの115km南西に位置している。スペイン人の到来以前の12世紀から続く歴史の古い町である。1470年代にアステカの支配下に入り、鷲の戦士やジャガーの戦士などの軍人の居住地となった。町には古い伝承が残り、歴史愛好家らを惹き付けている。プエブロ・マヒコに選出されている。